# Махарана Пратап

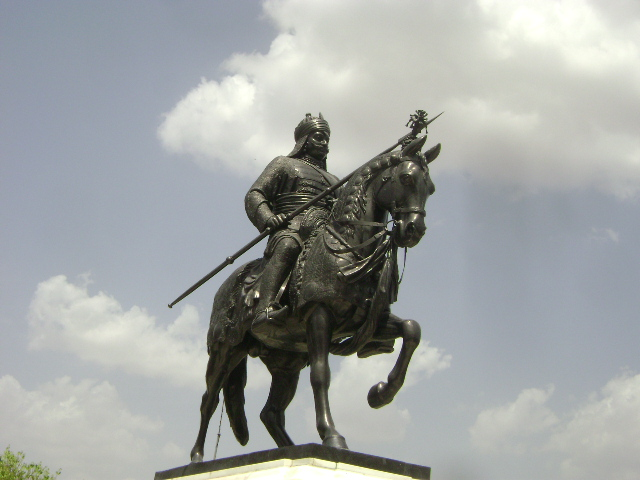
Памятник Пратапу в Удайпуре

Махарана Пратап Сингх I (9 мая 1540 — 19 января 1597) — правитель индийского средневекового княжества Мевар (совр. штат Раджастхан). Национальный герой раджпутов, борец против могольской экспансии.

## Биография
Пратап был сыном правителя Мевара Махараны Удай Сингха II. Взошедший в 1556 году на трон могольской империи падишах Акбар проводил политику подчинения раджпутских княжеств и в 1567 году осадил Читторгарх — столицу Мевара. Удай Сингх отступил в горные районы, Читторгарх пал после полугодовой осады — защитники крепости совершили джаухар. В 1572 году Удай Сингх умер и Махарана Пратап наследовал своему отцу. Новой столицей княжества стал город Удайпур, расположенный в труднодоступной горной местности. К этому времени Мевар оставался единственным раджпутским княжеством, не признавшим формально верховную власть могольского падишаха.
В 1576 году Акбар послал против Махараны Пратапа армию во главе с Ман Сингхом — раджпутским полководцем, перешедшим на сторону моголов. В битве при Халдигхати ни одна из сторон не смогла взять вверх, однако раджпуты понесли существенные потери и перешли к партизанской войне. В 1582 году Пратапу удалось разбить могольскую армию и освободить большинство районов княжества. В 1597 году Махарана Пратап Сингх умер — борьбу с моголами продолжил его сын Амар Сингх. В 1615 году ему всё же пришлось признать верховную власть могольского падишаха. Однако, правители Мевара находились на особом положении, не приезжали к делийскому двору и не отдавали женщин из своего клана в гаремы могольских правителей.

## Образ Махараны Пратапа в индийской культуре
Правителю Мевара посвящено множество народных сказаний. Он считался эталоном раджпутской добродетели — защитник слабых, блюститель чести своего рода, борец против иноземных захватчиков. В современной Индии Махарана Пратап почитается как национальный герой.
В 2012 году в Индии о нём был снят биографический фильм: «Махаран Пратап — первый борец за свободу».
В 2013 году в Индии о нём начали снимать сериал: Bharat Ka Veer Putra Maharana Pratap / Доблестный сын Индии: Махарана Пратап.